# Львовский национальный университет природопользования

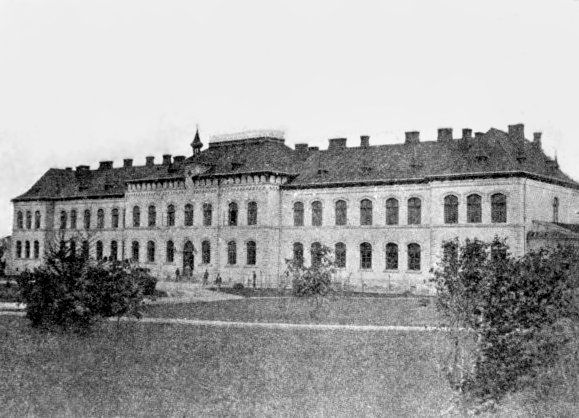
Здание университета в начале XX века

Львовский национальный университет природопользования (укр. Львівський національний університет природокористування) — высшее учебное заведение Украины, которое уже более полутора веков играет важную роль в развитии аграрного образования и науки.

## История
История университета начинается с 9 января 1856 года, когда в селе Дубляны близ Львова на средства и под патронатом Галицкого хозяйственного общества была открыта сельскохозяйственная школа. В 1878 году школа стала государственной, а в 1880 году ─ высшим учебным заведением Австро-Венгрии.
В 1901 году Высшей сельскохозяйственной школе в Дублянах на основании постановления министра земледелия Австро-Венгрии был присвоен статус Академии. В этот период были открыты первые кафедры: полеводства и растениеводства, сельской администрации, сельской инженерии, при ней также станцию испытания сельскохозяйственной техники, построен химический корпус и павильон механизации, расширено общежитие, заложен водопровод.
После присоединения западных областей Украины к Польше в 1919 Академия потеряла автономию и вошла в состав «Львовской политехники». На базе Академии в ноябре 1919 был создан полеводческо-лесной факультет Львовской политехники. Первые три семестра обучения происходили во Львове, а три следующие ─ в Дублянах.
Во время немецкой оккупации высшие учебные заведения Львова фактически прекратили свою деятельность. В августе 1942 учебное заведение в Дублянах продолжило свою работу как Государственные профессиональные сельскохозяйственные курсы во Львове, в подчинении отдела науки и обучения генерал-губернаторства. Преподавание велось на немецком языке.
После окончания Великой Отечественной войны на базе факультета по решению Совета Министров СССР и приказом министра высшего образования СССР от 30 сентября 1946 был создан Львовский сельскохозяйственный институт.
В институте постепенно создавались новые факультеты: агрономический, механизации сельского хозяйства, землеустроительный, экономический, сельской архитектуры и строительства, временно работали плодоовощной, лесомелиоративный, электрификации сельского хозяйства.
В 1960-х гг. в Дублянах была заложена основная учебно-бытовая база университета.
Постановлением Кабинета Министров Украины от 5 сентября 1996 на базе сельскохозяйственного института создан Львовский государственный аграрный университет.
24 марта 2008 Указом Президента Украины Львовскому государственному аграрному университету присвоен статус национального.

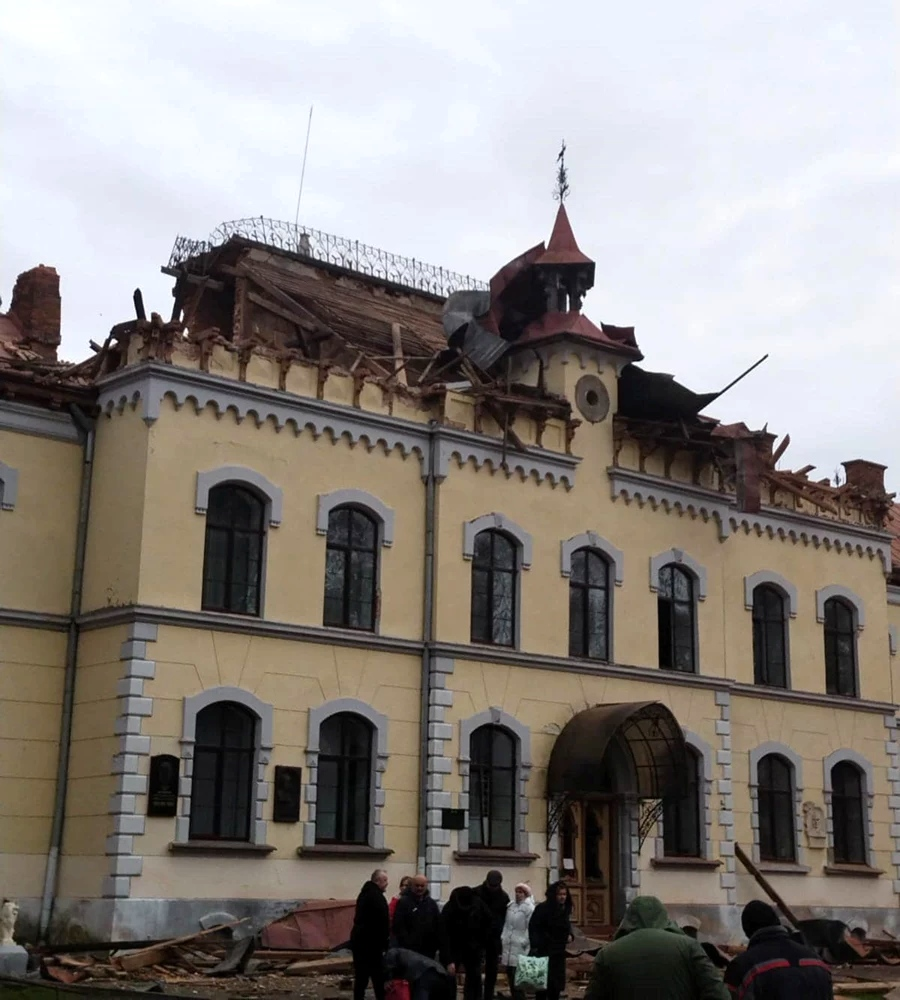
Корпус университета в Дублянах после российского удара беспилотником

13 июля 2021 года указом Министерства образования и науки Украины Львовский национальный аграрный университет переименован в Львовский национальный университет природопользования.
В новогоднюю ночь 2024 года одно из зданий университета было повреждено российским беспилотником. Мэр Львова отметил, что это произошло в день рождения Степана Бандеры, который здесь учился.

## Структура
Сейчас Львовский национальный университет природопользования — современное многопрофильное учебное заведение, на 6 факультетах которого обучается по 15 направлениям и 20 специальностям более 10000 студентов, более 2000 человек ежегодно повышают свою квалификацию в Институте последипломного образования. Кроме того, в 8 колледжах университета обучается более 8000 студентов. На 37 кафедрах университета работают известные ученые, опытные педагоги, среди которых 57 докторов наук, профессоров и более 300 кандидатов наук, доцентов.

## Факультеты
- Факультет агротехнологий и экологии
- Факультет строительства и архитектуры
- Экономический факультет
- Факультет механики и энергетики
- Землеустроительный факультет
- Факультет заочного образования

В университете введена кредитно-модульная система организации учебного процесса и рейтинговая система оценки знаний студентов на основе ЕСТS, осуществлен переход на двухступенчатую систему образования. 18 сентября 2008 в Болонском университете были подписаны документы о присоединении ЛНАУ к Великой Хартии Университетов.

## Ректоры
- Ау, Юлиуш — первый директор Высшей сельскохозяйственной школы в Дублянах (1878—1879)
- Гончар, Михаил Тимофеевич (1960—1988)